# Over the Limit
Over the Limit è stato un evento in pay-per-view di wrestling organizzato annualmente dalla World Wrestling Entertainment tra il 2010 e il 2012.
Nel 2013 è stato rimosso dal calendario e sostituito da Battleground.

## Edizioni
| Edizione        | Data           | Città   | Sede            | Main event                     |
| --------------- | -------------- | ------- | --------------- | ------------------------------ |
| 2010 (Dettagli) | 23 maggio 2010 | Detroit | Joe Louis Arena | Batista vs. John Cena          |
| 2011 (Dettagli) | 22 maggio 2011 | Seattle | KeyArena        | John Cena vs. The Miz          |
| 2012 (Dettagli) | 20 maggio 2012 | Raleigh | PNC Arena       | John Cena vs. John Laurinaitis |